# Hyposmocoma tarsimaculata
Hyposmocoma tarsimaculata — вид моли эндемичного гавайского рода Hyposmocoma.

## Распространение
Встречается на острове Кауаи.